# لويس غاريدو
لويس غاريدو (بالإسبانية: Luis Garrido)‏ (مواليد 5 نوفمبر 1990) هو لاعب كرة قدم. يلعب مع منتخب هندوراس لكرة القدم. سبق له أن لعب في كأس العالم لكرة القدم مع منتخب بلاده.

## روابط خارجية
- لويس غاريدو على موقع الاتحاد الدولي (مؤرشف)  (الإنجليزية)
- لويس غاريدو على موقع قاعدة بيانات كرة القدم.إي يو (الإنجليزية)
- لويس غاريدو على موقع ناشيونال فوتبول تيمز (الإنجليزية)
- لويس غاريدو على موقع Soccerway.com (الإنجليزية)
- لويس غاريدو على موقع كووورة
- لويس غاريدو على موقع أوليمبيديا (الإنجليزية)
- لويس غاريدو على موقع AS.com (الإسبانية)